# Razlike med češčino in slovaščino
Češčina in slovaščina jezikovno tvorita jezikovni kontinuum. Vzhodnoslovaška narečja prehajajo v rusinščino. Češčina obstaja v dveh različnih oblikah (pri čemer so moravska narečja izvzeta) : knjižna in pogovorna češčina. Standardna slovaščina je bližje knjižni češčini, še posebej fonološko in morfološko. Razlike med deli besedišča nekaterih slovaških narečij so dokaj velike, primerljive z razlikami med standardno slovaščino in češčino. Spodnji opis povzema glavne razlike med standardno češčino in slovaščino.
- češki grafemi, ki v slovaščini ne obstajajo, so: ě, ř in ů. Slovaški grafemi, ki jih v češčini ni, so: ä, dz, dž, ľ, ĺ, ŕ, češčina prav tako ne pozna slovaških dvoglasnikov (dvojhlásky) ia, ie iu, ô.
- slovaščina ima naslednje glasnike, ki jih češčina nima: /ʎ/, /rː/, /lː/, /æ/ (le v visokoslogovni standardni slovaščini ali v nekaterih narečjih), in dvoglasnike /i̯a/, /i̯e/, /i̯u/, /u̯ɔ/; ter obratno, ima češčina /r̝/.
- češčina rabi svojsko tonsko funkcijo, ki je slovaščina ali moravska narečja ne poznajo.
- slovaščina z razliko od češčine pogosteje rabi mehčanje, oziroma je fonetično »mehkejša«.
- fonetična prilagoditev in vrsta vezave končnih soglasnikov z začetnimi samoglasniki je v slovaščini močnejša.